# 中村通代
中村 通代（なかむら みちよ、1973年1月26日 - ）は日本の元アイドル、女優。

## 略歴
- 1973年、愛知県瀬戸市生まれ
- 1987年、初代「ミス・ジュニア日本」（ミス日本コンテスト事務局主催）総勢10名のうちのひとりに選出。当時14歳で名古屋市立神丘中学校（名東区）在学中。
- 1988年、「ロッテCMアイドルは君だ!コンテスト」出場。
- 1989年、栄徳高校制服モデルとして、同校パンフレット・ポスターに掲載される。
- 同年、第8回『ミスマガジン』グランプリ受賞。受賞当時は栄徳高校在学中だったが、以後は学業との調整をしつつタレント活動を行い、『DELUXEマガジンORE』（講談社刊）で度々グラビアに登場した。校則の厳しい同校在学中に同誌にてビキニ姿を披露したため、在校生の話題を呼ぶ。
- 1991年、『第15回長崎歌謡祭』TBS推薦にて出場。東京バナナボーイズが作曲した「涙色ジクソーパズル」を披露。「優秀賞」を受賞。[1]
- 女優として活動したが振るわず、1993年にはヌード写真集を出すなどしたが、1990年代後半以降は芸能活動を行っていない。

## 作品

### 映像作品
- スコラアイドルNU（1993年）
- アイドル黄金伝説（2003年）

## 出演

### テレビドラマ
- 1992年『Alphabet 2/3』（フジテレビ）Episode H
- 1992年『パスカルの群』（関西テレビ）

### テレビ（ドラマ以外）
- 1992年『鶴ちゃんのプッツン5』（日本テレビ） 水着でBettingのコーナでキラーズの一員として名前入りの黄色ハイレグで出演
- 1994年8月23日『銀BURA天国』（テレビ東京） ゲスト
- 1994年10月2日『スーパージョッキー』（日本テレビ） 熱湯コマシャールゲスト　生着替え後入浴

### 映画
- カレンダー if, just now…（1991年）

### CM
- 熱血飲料（サントリー）

### 広告
- アルトマン（1996年8月2日号　じゃマール）

### Vシネマ
- 聖少女仮面マルガリータ（1992年）

### ラジオ
- FM福井『PRESS IN MY HEART』（1992年）DJとして活躍

## 書籍

### 写真集
- Marionette（1992年、ワニブックス）
- 戯 Virgin Game（1993年、ワニブックス） - ヌード。
- Bed&Break fast（1994年、ワニブックス） - ヌード。

### 雑誌連載
- 大海賊
  - 1989年7・9・10月号
- DELUXEマガジンORE
  - 1989年12月号（特集・表紙）
  - 1990年1 - 3・7 - 9月号
  - 1991年1・2・5 - 7月号
  - 別冊ORE EXCELLENT（1990年2月）
  - CONCISE ORE No.1（1990年12月）
  - 逢えてよかった/ORE5周年特別編集（1991年1月）
- 週刊ファミ通
  - 1992年1/31号 IDOL VIDEO 聖少女仮面マルガリータについての記事
  - 1992年2/14号 アイドルSTUDIO
- 週刊プレイボーイ
  - 1992年1/28号
  - 1994年9/6号 ※ヌード
- 週刊現代
  - 1995年1/7号 ※ヌード